# Pokémon de Film: Onze Kracht
Pokémon de Film: Onze Kracht (Engels: Pokémon the Movie: The Power of Us), in Japan bekend onder de naam Pokémon de Film: Ieders Verhaal (Japans: 劇場版 ポケットモンスター みんなの物語, Gekijō-ban Poketto Monsutā Minna no Monogatari), is een Japanse anime-avonturenfilm uit 2018 van OLM en Wit Studio. Het is de eenentwintigste Pokémon-film die is uitgebracht, de tweede film in de "Zon en Maan"-generatie en de tweede reboot-film in de serie. Het is het vervolg op Pokémon de Film: Ik Kies Jou! en een pseudo-remake van zowel het Orange Islands-verhaal van de serie als de tweede Pokémon-film (Pokémon 2: Op eigen kracht). Het is geregisseerd door Tetsuo Yajima en geschreven door Eiji Umehara (Grimoire of Zero) en Aya Takaha, met karakterontwerpen van Shizue Kaneko (If Her Flag Breaks). 
De film ging op 13 juli 2018 in Japan in première.

## Productie
De film werd aanvankelijk aangekondigd in de uitzending van TV Tokyo's variëteitsprogramma Oha Suta in december 10, 2017, onder de titel Pokémon the Movie 2018 (2018, Gekijō-ban Poketto Monsutā 2018), met een nieuw personageontwerp voor de hoofdrolspeler van de film Ash Ketchum naast een nieuw niet nader genoemd personage. De film draait ook rond het tweede seizoen van de originele animeserie, en ook over de legendarische Pokémon Lugia. Naast de onthulling van de film, wordt bevestigd dat Wit Studio (Attack on Titan, The Ancient Magus 'Bride) de volgende film coproduceert en animeert. 
Een nieuwe trailer voor de film werd uitgebracht op 27 februari 2018, die ook 5 nieuwe personages onthulde die Ash zouden vergezellen in de film ,naast het mysterieuze nieuwe personage. De initiële premisse van de film werd ook onthuld. De staf onthulde ook dat Kunihiko Yuyama de animatiesupervisor van de film zou zijn, de eerste keer in zijn carrière dat hij geen Pokémon-film regisseerde. Naast de nieuwe regisseur waren Eiji Umehara en Aya Takaha bezig met het schrijven van het script van de film.